# Presunzione
La presunzione è un istituto giuridico del diritto italiano. È definita come la conseguenza che la legge o il giudice trae da un fatto noto per risalire a un fatto ignoto.

## Presunzioni legali e presunzioni semplici
Su tale argomento, in diritto processuale sia civile sia penale, si è formata una fitta rete di regole legali di valutazione che limitano in un qualche modo il potere del giudice di valutare liberamente le presunzioni. Da queste regole nasce la distinzione tra presunzioni semplici e presunzioni legali.
- Le presunzioni semplici (o praesumptiones hominis) sono quelle che la legge lascia al libero apprezzamento del giudice.[2]
- Le presunzioni legali (o praesumptiones iuris) sono invece quelle il cui valore probatorio è riconosciuto automaticamente dalla legge, senza che il giudice le possa valutare liberamente.[3] A loro volta le presunzioni legali si suddividono a seconda del grado di vincolo in
  - Presunzioni legali assolute (o praesumptiones iuris et de iure), contro cui non è ammessa la prova contraria, e
  - Presunzioni legali relative (o praesumptiones iuris tantum) contro cui è possibile fornire una prova contraria.

### Presunzioni semplici
Le presunzioni semplici sono quelle che la legge non stabilisce espressamente, rimettendole al libero apprezzamento del giudice. In tal senso si esprimeva il codice civile del 1865 all'art.1354 "Le presunzioni che non sono stabilite dalla legge, sono lasciate alla prudenza del giudice" e ancora adesso si esprime il codice civile del 1942 all'art. 2729 "Le presunzioni non stabilite dalla legge sono lasciate alla prudenza del giudice". Sono quelle che il giudice trae da un fatto noto per risalire a un fatto ignoto.
Gli stessi articoli aggiungono: ...il giudice non deve ammettere che presunzioni gravi, precise e concordanti. Dunque non si tratta di una libertà di apprezzamento senza limiti. La legge esige infatti una particolare cautela nel lasciare entrare nel processo le regole di esperienza con le quali dedurre da fatti noti i fatti ignoti.
Gravi e precise significa infatti che tali regole devono essere serie. Concordanti significa invece che si auspica un concorso di più indizi, non escludendo però che anche una sola presunzione possa bastare al convincimento del giudice.

### Presunzioni legali
Presunzioni legali sono quelle presunzioni la cui efficacia, o il cui valore, non sono rimesse al libero apprezzamento del giudice, ma sono stabilite direttamente dalla legge. Sono quelle conseguenze che la legge trae da un fatto noto per risalire a un fatto ignoto.